# Fernsehturm Dschidda
Der Fernsehturm Dschidda ist mit 250 Metern der höchste Fernsehturm von Saudi-Arabien und befindet sich in der Stadt Dschidda. Turmschaft und -korb sind im islamischen Baustil gehalten und erinnern an eine Palme.